# Резервни живот
Резервни живот (мкд. Резервен живот) је роман македонске књижевнице Лидије Димковске (мкд. Лидија Димковска) објављен 2012. године. Српско издање књиге објавила је издавачка кућа Агора 2015. године у преводу Миленка Пајића и Уроша Пајића.

## О аутору
Лидија Димковска, песникиња, прозна књижевница и преводилац, рођена је 1971. фодине у Скопљу. Докторирала је румунску књижевност на Факултету у Букурешту. Тренутно живи у Љубљани као слободни уметник. Објавила је шест песничких збирки, три романа: Резервни живот (Резервен живот, 2012), Скривена камера (Скриена Камера, 2014) и Но-Уи (2016), дневник (Отаде Л., 2017) и збирку кратких прича Како смо напустили Карла Лиебкнехта (Кога заминав од Карл Либкнехт, 2019).
Саставила је и уредила антологију младе македонске поезије, антологију савремене словеначке поезије на македонском језику и антологију књижевности мањина и емиграната у Словенији.

## О књизи
Роман Резервни живот је потресна прича о нашем времену, нашим просторима и нашим људима. Пред читаоцем промичу године у којима се уздижу и распадају лични животи јунака, као и сама земља у којој су живели, бивша Југославија. Роман је написан из преспективе Злате, сијамске близнакиње чија је глава спојена са главом њене сестре Сребре путем заједничке вене. Злата приповеда у првом лицу једнине што наглашава њену индивидуалност, без обзира на чињеницу физичке сраслости са сестром Сребром. Због њихове телесне повезаности и немогућности раздвајања до изражаја долазе разлике између близнакиња. Њихови карактери, жеље, тежње и хтења су другачији, упркос идентичности њихових изгледа, једнаком образовању и истоветним животним околностима, како друштвенополитичким, тако и породичним. Сестре од свог рођења бивају жртве многих предрасуда; у комшилуку, од ђака, студената и на другим местима где се појављују, али и од сопствених родитеља. Људи су близнакиње посматрали као ретардиране и као покретне експонате. Након физичког раздвајања, Злата се осећа као инвалид којем фали део тела. Златин осећај декомпозиције се овде може довести не само са распадом Југославије, које је свеприсутна позадина романа, већ и са поимањем света у којем се све осипа и нестаје. Раздвајање јединства на парчад, и код сијамских близнакиња Злате и Сребре, и у случају Југославије, није прошло без жртве. Резервни живот је стога прича о двојној трагедији: трагедији оних који нису преживели, и оних који су остали у животу и који даље настављају да трагају за новим идентитетом, и тражењем свог места у свету.

## Одломци
Књига Резервни живот садржи девет одломака: 1984, 1985, 1986-1991, 1991-1995, 1996, 1997-2000, 2001, 2002-2005 и 2012.

## Награде
Књига Резервни живот је номинована за награду БТБА награде за најбољу преведену књигу (2017). Добитник је Награде „Стале Попов” (2012), као и Награду за књижевност Европске уније (2013).